# AirClass Airways
AirClass Airways foi uma empresa aérea da Espanha que operou de 2003 até 2008. 

## Frota

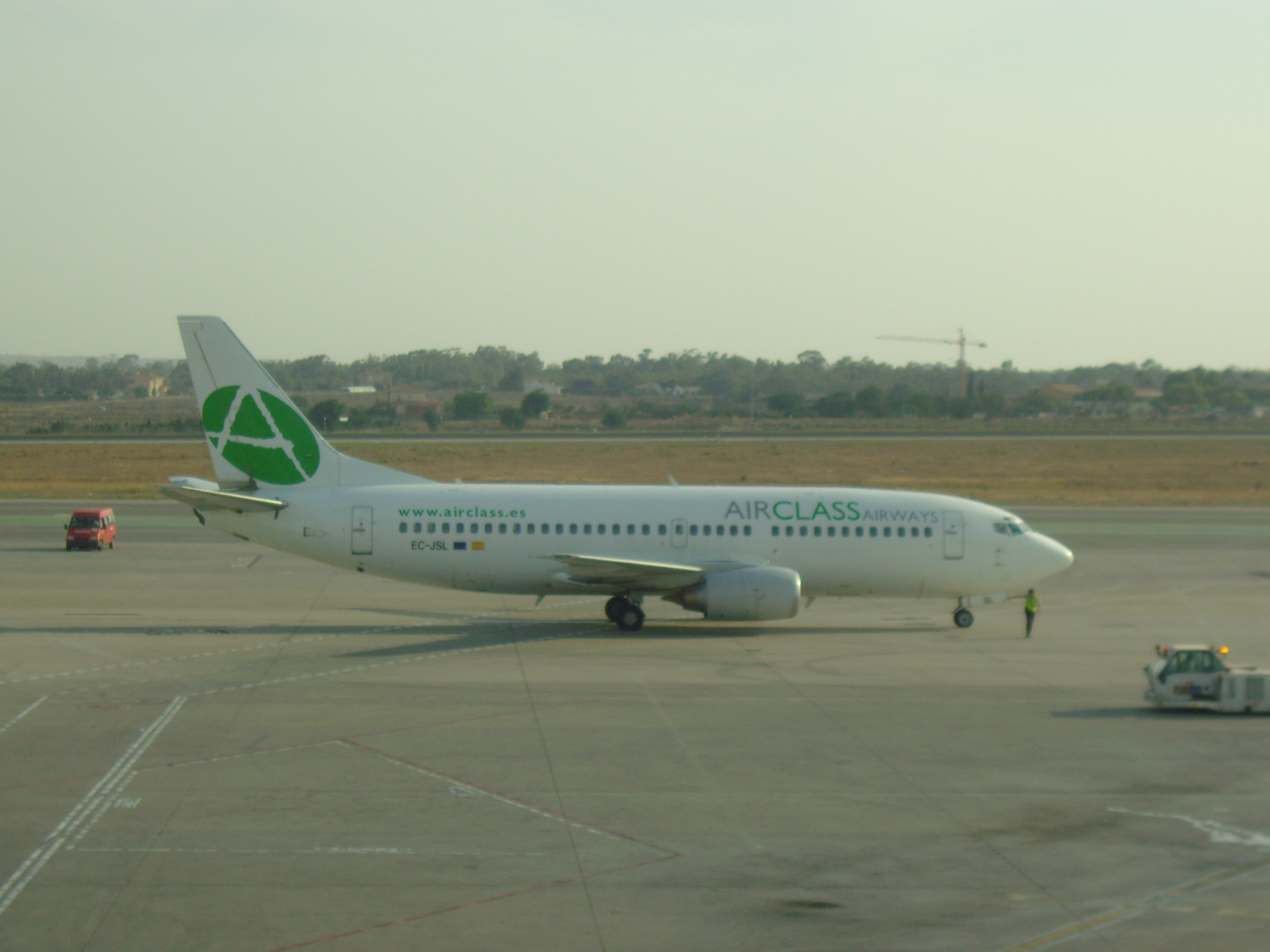
Boeing 737-300 da AirClass Airways.

- 2 Boeing 737-300